# Интернет домен
Интернет домен је текстуална ознака која идентификује скуп уређаја или интернет сервиса, повезујући их у јединствену административно-техничку целину. Домен се састоји из низа алфанумеричких сегмената, раздвојених тачкама, сагласних интернет стандардима RFC 1034, 1035, 1122, 1123, 3596 и стандардима који их допуне или замене. Сегмент може да садржи цифре (0-9), слова енглеског алфабета (a-z) и цртицу (-). Дужина сегмента не сме бити краћа од два (2), нити дужа од шездесет три (63) знака. Сегмент не сме да садржи цртицу на почетку или крају.
Систем интернет домена (Domain Name System, DNS) је базни интернет сервис, који омогућава превођење интернет домена у ИП бројеве и обрнуто.